# John Phillips
John Lynch Phillips (ur. 15 kwietnia 1951 w Fort Belvoir) – amerykański fizyk, były pilot lotnictwa morskiego, astronauta.

## Wykształcenie, służba wojskowa i praca naukowa
- 1966 – w Scottsdale (stan Arizona) ukończył Scottsdale High School.
- 1972 – na U.S. Naval Academy uzyskał licencjat z matematyki i języka rosyjskiego. Następnie rozpoczął czynną służbę wojskową w Marynarce Wojennej Stanów Zjednoczonych. Skierowany został na podstawowe przeszkolenie lotnicze, które zakończył dwa lata później, zdobywając w listopadzie 1974 kwalifikacje pilota lotnictwa morskiego.
- 1974-1982 – na University of West Florida uzyskał tytuł magistra systemów lotniczych. Później był pilotem w bazie lotniczej marynarki Lemoore w Kalifornii. Latał na A-7 Corsair, następnie pełnił służbę w 155 eskadrze szturmowej (Attack Squadron 155) i uczestniczył w rejsach bojowych lotniskowców USS Oriskany i USS Franklin D. Roosevelt. W Albany (Nowy Jork) służył w punkcie rekrutacyjnym marynarki wojennej, a w bazie North Island (Kalifornia) był pilotem CT-39 Sabreliner.
- 1982-1987 – został przeniesiony do rezerwy marynarki wojennej i rozpoczął studia doktoranckie na University of California w Los Angeles. W 1984 otrzymał tytuł magistra geodezji, a w 1987 doktora w tej dziedzinie. W swojej pracy zajmował się m.in. opracowywaniem danych z sond kosmicznych NASA Pioneer Venus.
- 1987-1993 – po obronie pracy doktorskiej otrzymał stypendium im. Oppenheimera w Los Alamos National Laboratory w Nowym Meksyku. W 1989 został tam pracownikiem naukowym. Zajmował się m.in. badaniami Słońca.
- 1993-1996 – był wiodącym naukowcem podczas eksperymentów badających wiatr słoneczny przez sondę kosmiczną Ulisses, której trajektoria lotu przebiegała nad biegunami Słońca.
- 2002 – w stopniu komandora odszedł z rezerwy marynarki wojennej.

Łącznie, pilotując samoloty różnych typów, spędził w powietrzu ponad 4500 godzin. 250 razy lądował na lotniskowcach. Jest autorem 156 prac naukowych dotyczących badań plazmy w otoczeniu Słońca, Ziemi, innych planet oraz komet.

## Kariera astronauty i praca w NASA
- 1994 – uczestniczył w naborze do 15. grupy amerykańskich astronautów. Choć był wśród ponad 120 finalistów, to ostatecznie NASA odrzuciła jego kandydaturę.
- 1996 – 1 maja pomyślnie przeszedł kwalifikacje i został przyjęty do 16. grupy astronautów NASA. W sierpniu rozpoczął szkolenie podstawowe w Johnson Space Center.
- 1998 – zakończył dwuletni kurs i uzyskał kwalifikacje specjalisty misji, a następnie został skierowany do pracy w Biurze Astronautów NASA. M.in. pełnił funkcję operatora łączności (CapCom) dla załóg przebywających na Międzynarodowej Stacji Kosmicznej.
- 2001 – na przełomie kwietnia i maja wziął udział w blisko 12-dniowym locie na pokładzie wahadłowca Endeavour.
- 2002-2005 – od marca 2002 był członkiem rezerwowej 7. stałej załogi Międzynarodowej Stacji Kosmicznej, trenował razem z Siergiejem Krikalowem oraz Siergiejem Wołkowem. W sierpniu 2002 wyznaczono go również razem z Saliżanem Szaripowem oraz Leroyem Chiao do podstawowej załogi Ekspedycji 10 (misja była zaplanowana na wiosnę 2004). Plany te uległy jednak zmianie po katastrofie promu Columbia 1 lutego 2003. Wszystkie załogi zostały przeformowane z uwagi na to, że do czasu wznowienia lotów wahadłowców stałe załogi miały składać się z jednego astronauty z USA i jednego z Rosji. W grudniu 2003 oficjalnie został członkiem podstawowej załogi Ekspedycji 11. Po kilku zmianach w składzie załogi ostatecznie do lotu przygotowywał się razem z Siergiejem Krikalowem oraz włoskim astronautą Roberto Vittori. W kwietniu 2005 wystartował w kosmos na pokładzie Sojuza TMA-6. Jego misja trwała 6 miesięcy.
- 2007 – w październiku został zatwierdzony przez NASA do udziału w kolejnym locie kosmicznym – misji STS-119[1].
- 2009 – w dniach 15–28 marca uczestniczył w 13-dniowej misji STS-119 wahadłowca Discovery.
- 2011 – w sierpniu opuścił NASA.

## Loty kosmiczne
- STS-100; (Endeavour F-16);

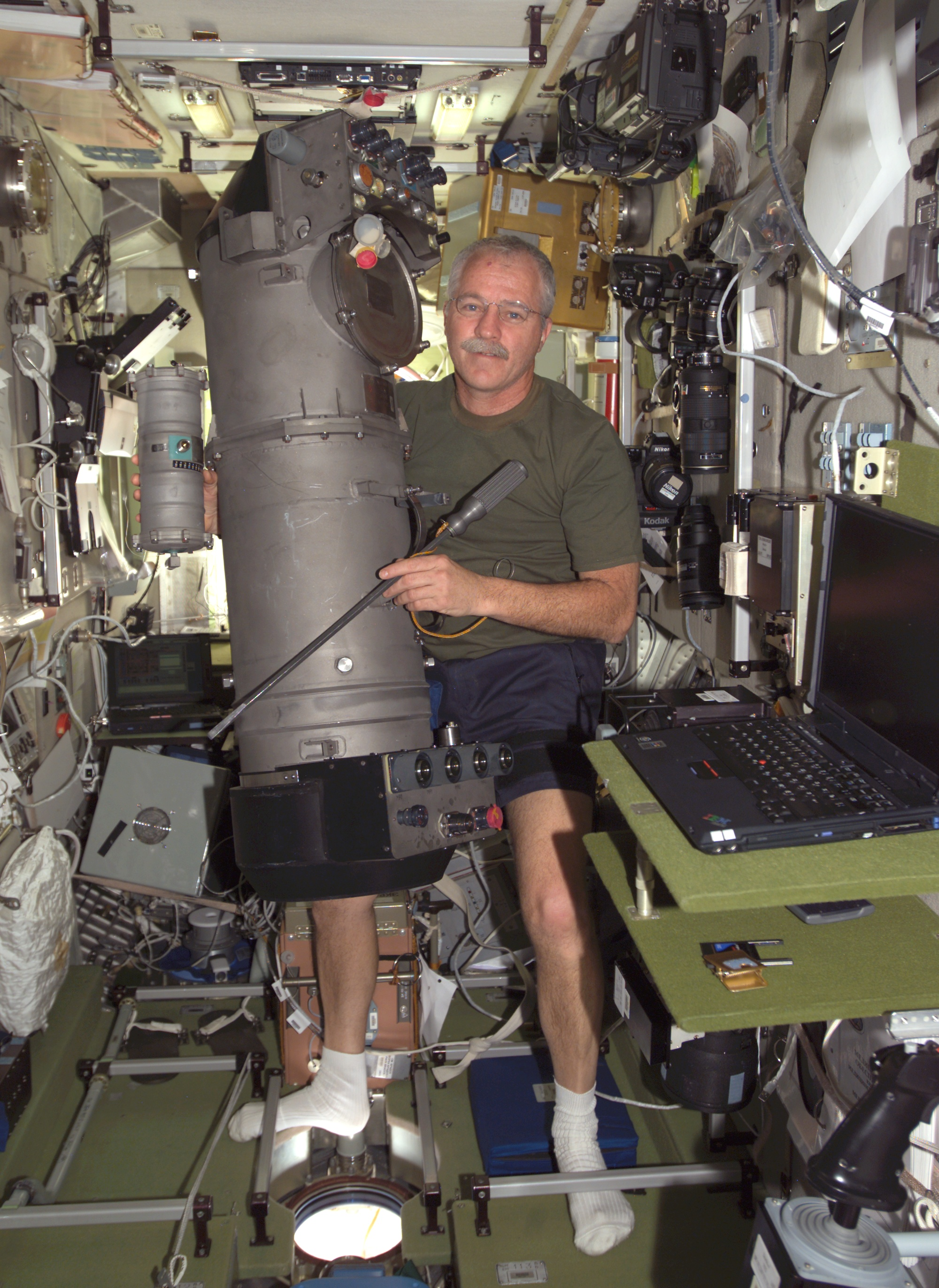
Phillips podczas prac remontowych w module Zwiezda w maju 2005

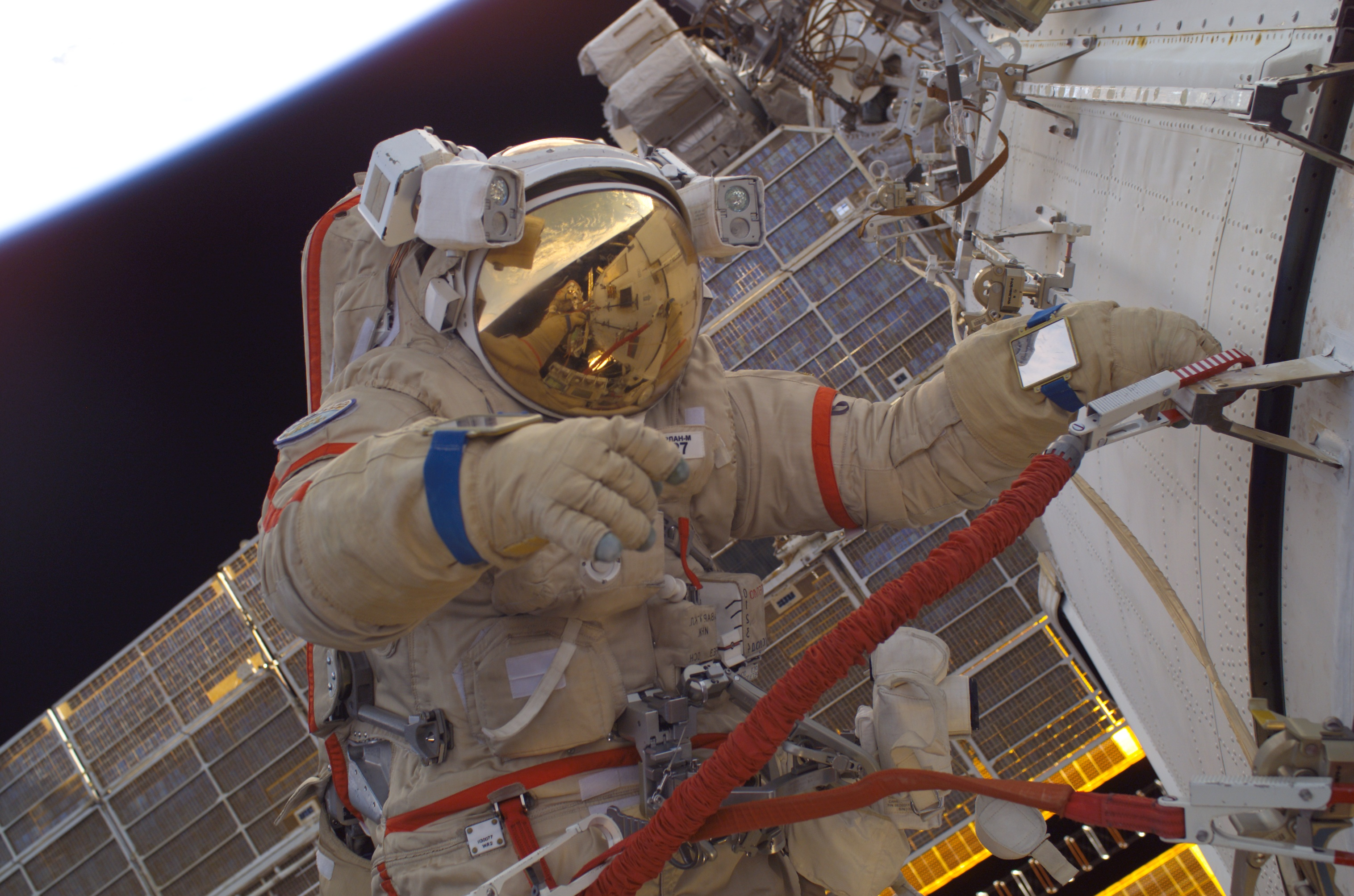
John Phillips podczas kosmicznego spaceru

John Phillips w swoją pierwsza misję kosmiczną wyruszył 19 kwietnia 2001, będąc specjalistą misji na pokładzie wahadłowca Endeavour. Załogą STS-100 dowodził Kent Rominger, a pilotem wahadłowca był Jeffrey Ashby. Funkcję specjalisty misji pełnili: Chris Hadfield (Kanada), Jurij Łonczakow, Scott Parazynski oraz Umberto Guidoni (Włochy). Po dwóch dniach, 21 kwietnia, prom przycumował do Międzynarodowej Stacji Kosmicznej. W ładowni wahadłowca znajdował się kontener Raffaello, w którym przywieziono na stację ponad trzy tony ładunku. Na orbitę dostarczono również manipulator Canadarm-2 (Space Station Remote Manipulator System), który astronauci zamontowali podczas dwóch spacerów kosmicznych. Pobyt załogi STS-100 na stacji został przedłużony o 48 godzin. Było to spowodowane awarią komputerów. 29 kwietnia 2001 Endeavour odłączył się od stacji i rozpoczął powrót na Ziemię. Lądowanie nastąpiło w kalifornijskiej bazie lotniczej Edwards 1 maja.
- Sojuz TMA-6,  Ekspedycja 11;

Start Sojuza TMA-6 nastąpił 15 kwietnia 2005. Załogę tworzyło trzech astronautów. Dowódcą był Siergiej Krikalow. Phillips pełnił funkcję drugiego inżyniera pokładowego. Trzecim członkiem załogi był włoski astronauta Roberto Vittori, który był również inżynierem pokładowym statku Sojuz. 17 kwietnia Sojuz połączył się z Międzynarodową Stacją Kosmiczną. Krikalow i Phillips (jedenasta stała załoga stacji) przejęli ISS od swoich poprzedników Saliżana Szaripowa i Leroya Chiao, którzy wraz z Roberto Vittori 24 kwietnia w kapsule Sojuza TMA-5 powrócili na Ziemię. Jednym z zadań podczas półrocznej misji astronautów był 5-godzinny pobyt poza stacją (18 sierpnia) i demontaż próbki eksperymentów biotechnologicznych, które zainstalowała poprzednia załoga. W dniach od 28 lipca do 6 sierpnia realizowali wspólne zadania razem z załogą wahadłowca Discovery (misja STS-114). Poza tym przyjęli dwa statki towarowe typu Progress (19 czerwca i 10 września) i kilkakrotnie podnieśli wysokość orbity stacji. Na początku października do ISS przycumował statek Sojuz TMA-7 z kolejną stałą załogą oraz kosmicznym turystą Gregorym Olsenem. 11 października Olsen powrócił na Ziemię na pokładzie Sojuza TMA-6 razem z Krikalowem i Phillipsem. Kapsuła osiadła na terenie Kazachstanu około 70 km na północny wschód od Arkałyku.

## Odznaczenia i nagrody
- NASA Space Flight Medal (medal NASA przyznawany za udział w locie kosmicznym)
- NASA Distinguished Service Medal (medal NASA przyznawany za wybitne zasługi)
- Dyplom FAI im. W.M. Komarowa (2005)
- Los Alamos National Laboratory Distinguished Performance Award
- Medal „Za zasługi w podboju kosmosu” (2011, Rosja)[2]
- Universal Astronaut Insignia za lot orbitalny (nr 401) – Stowarzyszenie Uczestników Lotów Kosmicznych (Association of Space Explorers(inne języki))[3]

## Wykaz lotów
| Loty kosmiczne, w których uczestniczył John L. Phillips                    | Loty kosmiczne, w których uczestniczył John L. Phillips | Loty kosmiczne, w których uczestniczył John L. Phillips | Loty kosmiczne, w których uczestniczył John L. Phillips | Loty kosmiczne, w których uczestniczył John L. Phillips | Loty kosmiczne, w których uczestniczył John L. Phillips | Loty kosmiczne, w których uczestniczył John L. Phillips |
| Lp.                                                                        | Data startu                                             | Statek kosmiczny                                        | Data lądowania                                          | Statek kosmiczny                                        | Funkcja                                                 | Czas trwania                                            |
| -------------------------------------------------------------------------- | ------------------------------------------------------- | ------------------------------------------------------- | ------------------------------------------------------- | ------------------------------------------------------- | ------------------------------------------------------- | ------------------------------------------------------- |
| 1                                                                          | 19 kwietnia 2001                                        | STS-100 Endeavour F-16                                  | 1 maja 2001                                             | STS-100 Endeavour F-16                                  | specjalista misji (MS-2)                                | 11 dni 21 godzin 30 minut                               |
| 2                                                                          | 15 kwietnia 2005                                        | Sojuz TMA-6                                             | 11 października 2005                                    | Sojuz TMA-6                                             | inżynier pokładowy Sojuza, inżynier lotu Ekspedycji 11  | 179 dni 23 minuty 23 sekundy                            |
| 3                                                                          | 15 marca 2009                                           | STS-119 Discovery F-36                                  | 28 marca 2009                                           | STS-119 Discovery F-36                                  | specjalista misji (MS-1)                                | 12 dni 19 godzin 29 minut i 41 sekund                   |
| Łączny czas spędzony w kosmosie – 203 dni 17 godzin 23 minuty i 4 sekundy. |                                                         |                                                         |                                                         |                                                         |                                                         |                                                         |